# Шарі-Багірмі (префектура)

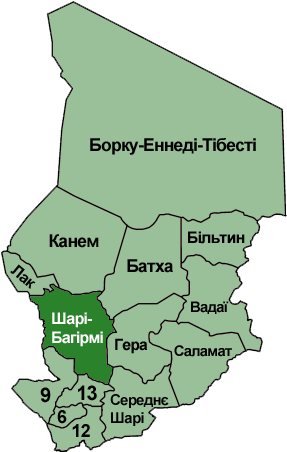
Шарі-Багірмі серед префектур Чаду.

Шарі-Багірмі (фр. Chari-Baguirmi, араб. شاري باقرمي трансліт.  Šārī Bāqirmī ) — одна з 14 префектур, на які розподілявся Чад в 1960–2000 роках. Шарі-Багірмі була розташована на південному заході країни, на південний схід від озера Чад на правому березі річки Шарі. На півночі вона межувала з префектурами Лак і Канем, на північному сході з префектурою Батха, на сході з префектурою Гера, на південному сході з Середнім Шарі, на півдні з Танджиле, на південному заході з Майо-Кебі, на заході з Камеруном. Площа Шарі-Багірмі становила 82 910 км², населення станом на 1993 рік — 720 941 особу. Центром префектури була столиця Чаду Нджамена.
У 2002 році префектури були замінені на 18 регіонів. Північні і північно-східні території Шарі-Багірмі були виділені в окремий регіон Хаджер-Ламіс (колишні супрефектури Бокоро і Масакорі і частина Нджамени); місто Нджамена також було виділено в окремий столичний регіон зі спеціальним статусом. На решті території був створений регіон Шарі-Багірмі.